# Economia do Mali
A economia do Mali confina a sua atividade basicamente à área irrigada pelo rio Níger e o país em si está entre os mais pobres países do mundo, com 65% da sua área coberta por deserto ou semideserto. Cerca de 10% da população é nômade e cerca de 80% da mão de obra dedica-se à agricultura e à pesca. A atividade industrial está concentrada no processamento de produtos agropecuários. O Mali é muito dependente da ajuda externa e a sua economia é vulnerável às flutuações dos preços do algodão nos mercados mundiais, a sua exportação principal. Em 1997, o governo prosseguiu a implementação bem sucedida de um programa de ajustamentos estruturais da economia, recomendado pelo FMI, que tem ajudado a economia a crescer, diversificar-se e atrair investimento estrangeiro. A adesão do Mali às reformas econômicas e uma desvalorização de 50% do franco africano em Janeiro de 1994 fizeram aumentar o crescimento econômico. Várias empresas multinacionais aumentaram as operações de mineração de ouro no período entre 1996 e 1998 e o governo prevê que o Mali se torne num dos principais exportadores de ouro sub-saarianos nos próximos anos.

## Comércio exterior
Em 2020, o país foi o 123º maior exportador do mundo (US $ 4,1 bilhões). Já nas importações, em 2019, foi o 138º maior importador do mundo: US $ 3,9 bilhões.

## Setor primário

### Agricultura
O Mali produziu, em 2018:
- 3,8 milhão de toneladas de milho;
- 3,1 milhão de toneladas de arroz;
- 1,8 milhão de toneladas de milhete;
- 1,5 milhão de toneladas de sorgo;
- 814 mil toneladas de manga (15º maior produtor do mundo);
- 710 mil toneladas de algodão (15º maior produtor do mundo);
- 551 mil toneladas de melancia;
- 522 mil toneladas de cebola;
- 512 mil toneladas de quiabo;
- 370 mil toneladas de cana-de-açúcar;
- 368 mil toneladas de amendoim;
- 312 mil toneladas de batata doce;
- 303 mil toneladas de batata;
- 226 mil toneladas de castanha de carité;
- 215 mil toneladas de feijão-fradinho;
- 196 mil toneladas de banana;
- 167 mil toneladas de castanha de caju (8º maior produtor do mundo);
- 159 mil toneladas de feijão;
- 159 mil toneladas de tomate;

Além de produções menores de outros produtos agrícolas.

### Pecuária
Em 2019, o Mali produziu 276 milhões de litros de leite de vaca, 270 milhões de litros de leite de camela, 243 milhões de litros de leite de cabra, 176 milhões de litros de leite de ovelha, 187 mil toneladas de carne bovina, 64 mil toneladas de carne de cordeiro, 54 mil toneladas de carne de frango, entre outros.

## Setor secundário

### Indústria
O Banco Mundial lista os principais países produtores a cada ano, com base no valor total da produção. Pela lista de 2019, o Mali tinha a 137ª indústria mais valiosa do mundo (US $ 1,1 bilhões).
Em 2018, o país foi o 10º maior produtor mundial de óleo de algodão (61,6 mil toneladas) e o 24º maior produtor mundial de óleo de amendoim (24,2 mil toneladas).

### Mineração
Em 2019, o país era o 16º maior produtor mundial de ouro.

### Energia
Nas energias não-renováveis, em 2020, o país não produzia petróleo. Em 2011, o país consumia 5 mil barris/dia (168º maior consumidor do mundo). O país não produz gás natural. O país não produz carvão.
Nas energias renováveis, em 2020, o Mali não tinha energia eólica nem energia solar.